# Sabrina tonårshäxan
Sabrina tonårshäxan (engelska: Sabrina, the Teenage Witch) är en amerikansk TV-serie med Melissa Joan Hart i huvudrollen. De fyra första säsongerna sändes mellan 27 september 1996 och 5 maj 2000 på ABC, och de tre sista säsongerna från 22 september 2000 till 24 april 2003 på The WB Television Network. Första avsnittet sågs av 17 miljoner TV-tittare.

## Historia
Sabrina Spellman (Melissa Joan Hart) har flyttat in hos sina fastrar, Hilda, spelad av skådespelaren Caroline Rhea, och Zelda, spelad av Beth Broderick, i den fiktiva Bostonförorten Westbridge, Massachusetts. Här ska hon lära sig om sina magiska förmågor som hon ärvt av sin far. I familjen finns också den svarta katten Salem Saberhagen, som egentligen också är en trollkarl men som blivit förvandlad till katt som straff för att han försökte erövra världen. På dagarna går Sabrina i en vanlig skola och har normala tonårsproblem, något som inte alltid blir lättare bara för att man kan åtgärda vissa saker med hjälp av magi.
Totalt gjordes sju säsonger och 163 avsnitt och serien har sänts i över 30 länder.[källa behövs]
Figuren Sabrina Spellman var från början en bifigur i den tecknade serien Acke men fick sedan en egen serie med samma namn, Sabrina tonårshäxan. Under 1970-talet gjordes också en tecknad TV-serie i USA och det har också skrivits ungdomsromaner om henne.

## Skådespelare

### Huvudroller
- Melissa Joan Hart – Sabrina Spellman (1996–2003)
- Caroline Rhea – Hilda Spellman (1996–2002, 2003)
- Beth Broderick – Zelda Spellman (1996–2002)
- Nick Bakay – Salem Saberhagen (röst) (1996–2003)
- Nate Richert – Harvey Kinkle (1996–2000, 2001–2003)
- Jenna Leigh Green – Libby Chessler (1996–1999)
- Michelle Beaudoin – Jennifer 'Jenny' Kelley (1996–1997)
- Lindsay Sloane – Valerie Birkhead (1997–1999)
- Martin Mull – Vicerektor Willard Kraft (1997–2000)
- David Lascher – Josh (1999–2002)
- Soleil Moon Frye – Roxie King (2000–2003)
- Elisa Donovan – Morgan Cavanaugh (2000–2003)
- Trevor Lissauer – Miles Goodman (2000–2002)

### Återkommande biroller
- Paul Feig – Biologiläraren Mr. Eugene (Gene) Pool (1996–1997)
- Mary Gross – Mrs. Quick (1997–2000)
- Carl Michael Lindner – Dr. Brinkman (1998–1999)
- Bridget Flanery – Jill (1996–1998)
- China Shavers – Dreama (1999–2000)
- Jon Huertas – Brad Alcerro (1999–2000)
- Alimi Ballard – Utfrågaren Albert (1997–1998)
- Phil Fondacaro – Roland (1997–2000)
- George Wendt – Mike Shelby (2001–2002)
- John Ducey – Leonard (2002–2003)
- Diana-Maria Riva – Annie Martos (2002–2003)
- Bumper Robinson – James (2002–2003)
- Andrew Walker – Cole Harper (2002–2003)
- Dylan Neal – Aaron Jacobs (2003)
- Emily Hart – Amanda (1996–2003)
- Penn Jillette – Drell (1996–1997)

## Historia och produktion
Den inofficiella piloten av serien var 1996 med tevefilmen Sabrina the Teenage Witch. FIlmen producerades av Viacom och Hartbreak Films och visades på Showtime, med Melissa Joan Hart som huvudkaraktär, Sabrina Sawyer, och Charlene Fernetz och Sherry Miller som Sabrinas fastrar Zelda och Hilda. När teveserien debuterade på ABC senare samma år blev Hart Sabrina Spellman (karaktärens originalnamn från tidningsserien). Caroline Rhea och Beth Broderick ersattes som fastrar i serien. År 2000 blev serien visad av The WB. När tittarsiffrorna började minska slutade serien sändas efter sju säsonger. 

### Öppningssekvens
I de första tre säsongerna poserar Sabrina framför en spegel i introt av varje avsnitt. De fyra första kläderna som hon växlar mellan är alltid likadana. Den sista klädseln varierar i varje avsnitt och är oftast relaterad till avsnittet. 
I början av de andra säsongerna visas karaktärerna i bubblor. Introt återföljs med en signaturmelodi och olika filmklipp i närheten av Boston. Platserna som hon vistas bland i introt är Harvard Bridge, Boston Common, Union Oyster House, Massachusetts State House, Quincy Market, Newbury Street, Harvard University, Tufts University, och Beacon Hill. I eftertexterna av säsong fem och sex, efter att ha lämnat Newbury Comics på Newbury Street, går Sabrina ned för en trappa till hennes sovrum där hon lägger sig bredvid Salem. I sista säsongen ändras detta. Istället för att gå nedför en trappa kommer hon in genom ytterdörren, där hon blir glad över att se Roxie, Morgan och Salem.

### Avgångar
Efter den fjärde säsongen försvann många karaktärer från teveserien, bland annat Martin Mull och Nate Richert. Richert, som spelade Sabrinas stora kärlek sedan första säsongen, försvann för att ge serien en mer ”vuxen look” då Sabrina började studera på college. Detta beslut ändrades i säsong fem då Harvey kom tillbaka till serien.
Efter den sjätte säsongen bestämde sig Caroline Rhea och Beth Broderick för att lämna serien. I och med att Sabrina studerade på college blev fastrarnas roll mindre viktig. Broderick ansåg att Zeldas roll inte hade något att erbjuda.
Trevor Lissauer, som spelade Sabrinas rumskompis Miles, lämnade serien efter att ha medverkat i säsong 5 och 6. Producenterna tyckte inte att hans roll var uppskattad hos tittarna. De behövde också minska budgeten inför den sjunde och sista säsongen. Miles lämnade serien utan förvarning. 
Sabrinas tillfälliga pojkvän Josh, spelad David Lascher, lämnade serien efter att ha medverkat från säsong 4 till 6. Lascher sade att han ville medverka i andra filmer. För att fylla tomrummet förde producenterna in ett nytt kärleksintresse.

### Karaktärer
- Sabrina Spellman (spelad av Melissa Joan Hart, 1996–2003) är en tonåring som upptäcker att hon är en häxa på sin sextonårsdag. Magin kommer ställer ofta till oreda i livet som tonåring på gymnasiet. Sabrina började studera på college i femte säsongen och flyttade sedan tillbaka till fastrarnas hus.
- Hilda Spellman (spelad av Caroline Rhea, 1996–2002, 2003) är en av Spellman-systrarna. Hilda är den mer impulsiva och livliga systern. Efter att ha gett upp violinspelandet i fjärde säsongen öppnar hon ett kafé. Kaféet hette Bean There, Brewed That men döptes om till Hilda's Coffee House. Vid giftermålet i seriens sista avsnitt flyttade hon med sin man. Hennes mellannamn "Sucker" avslöjades i seriens sista säsong.
- Zelda Spellman (spelad av Beth Broderick, 1996–2002) är Sabrinas faster och Hildas äldre syster. Hilda är forskare och professor. Zelda är den ansvarsfulla systern som ofta får höja rösten då Hilda eller Sabrina är oansvarsfulla med sin magi. I slutet av sjätte säsongen ger hon bort sina vuxenår för att rädda Sabrina blivit förvandlad till sten. Då Zelda är ett barn tar Hilda med henne till den magiska världen för att ta hand om henne.
- Salem Saberhagen (röst av Nick Bakay, 1996–2003) är en trollkarl på femhundra år som blev förvandlad till en katt som straff efter att ha försökt ta över världen. Han (och Sabrina) medverkar i seriens alla avsnitt. Eftersom Salem är en erfaren trollkarl hjälper han ofta Sabrina med trolldrycker och magi.

- Harvey Kinkle (spelad av Nate Richert, 1996–2003. Säsonger: 1 - 4, 5 - 7) är Sabrinas pojkvän i de första fyra säsongerna. Han gör slut med henne då han får reda på att hon är en häxa. Amanda, Sabrinas kusin, berättar att Sabrina ska gifta sig och visar honom stenen som förklarar deras kärlek. Väl framme vid kyrkan springer Sabrina ut. I slutet lämnar Sabrina Aaron på altaret och Harvey och Sabrina springer iväg efter att ha gett varandra en kyss till Sabrinas favoritband No Doubt.

- Libby Chessler (spelad av Jenna Leigh Green 1996-1998. Säsonger: 1 - 3) är Sabrinas ovän i gymnasiet. Libby är en bortskämd tjej som många gånger har blivit utsatt för Sabrinas magi då hon ännu inte lärt sig hur hon ska hantera den. Libby kallar ofta Sabrina för "freak" eller andra glåpord. Hon är en cheerleader och vill ofta imponera på Harvey. I tredje säsongen blev hon förflyttad till en annan skola.

- Jenny Kelley (spelad av Michelle Beaudoin 1996. Säsong: 1) är Sabrinas bästa kompis första året på gymnasiet. Det var Jenny som presenterade Sabrina för Harvey. Jennyg gick in i garderoben hos familjen Spellman och teleporterades till den magiska världen, där Sabrina och hennes fastrar var tvungna att rädda henne och få henne att tro att det hela var en dröm. Jenny lämnade serien efter säsong ett.

- Valerie Birkhead (spelad av Lindsay Sloane, 1997-1999. Säsonger: 2 - 3) är Sabrinas bästa kompis i andra och tredje säsongen. Valerie är en ganska blyg och osäker tjej. I ett avsnitt använder Sabrina magi för att få henne mer självsäker. Valerie flyttade till Alaska med sina föräldrar i början av säsong fyra.

- Mr. Willard Kraft (spelad av Martin Mull, 1996-2000. Säsonger: 2-4) är lärare på Westbridge High, Sabrinas gymnasium. Han är periodvis pojkvän till både Hilda och Zelda. Mr. Kraft har många gånger blivit utsatt för magi under dejter och besök. Detta ledde till negativa effekter hos hans mentala hälsa. Mr. Kraft förra fru var också en häxa.

- Brad Alcerro (spelad av Jon Huertas, 1999-2000. Säsong: 4) är den nya killen på skolan, men brukade gå där innan Sabrina började. Brad är en häxjägare utan att han vet om det. Sabrina försöker ofta hålla sig undan, men så fort hon använder magi blir Brad uppmärksam. I ett av avsnitten trollar Dreama fram en fontän och Brad ser detta. Dreama förvandlas till en mus, men det visar sig att Brad förlorar sin häxjägar-gen genom en operation.

- Dreama (Okänt efternamn) (spelad av China Jesusita Shavers, 1999-2000. Säsong: 4) är den nya tjejen på skolan som ofta hamnar i trubbel på grund av sin magi. Om Dreama fick sitt häxlicens eller inte framgick aldrig.

### Övrig information
Enligt Sabrinas körkort (i episod 3-15, "Sabrina and the Pirates) är Sabrina född 22 april 1981.
Familjen Spellmans adress är 133 Collins Road i den påhittade staden West Bridge.
Britney Spears gästade serien och sjöng "(You Drive Me) Crazy". Låten är döpt efter Melissa Joan Harts film Drive Me Crazy. Hart medverkar också i Spears musikvideo till samma låt.
Sabrinas jobbiga kusin Amanda är spelad av Melissa Joan Harts riktiga syster Emily Hart.
Sabrina och Salem (Nick Bakay) är de enda som medverkar i alla avsnitt från säsong ett till sju.
Emily Hart är den enda gästen som syns i alla sju säsonger, mer än en gång.
Bumper Robinson har spelat två karaktärer i serien: Clifford Weaver i säsong 1 och James i olika avsnitt från sjunde säsongen.

### Sammanfattning av samtliga säsonger
I första säsongen blir Sabrina väckt av sina fastrar efter att ha svävat ovanför sängen. Samma morgon berättar fastrarna att hon är en häxa. Hon tror inte på dem förrän hennes pappa dyker upp i en bok. Då får hon reda på att hennes pappa är en trollkarl och att hennes mamma är dödlig. Hon får även reda på att hon inte kan möta hennes mamma, som är i Peru, under två år. Om en häxa möter sin dödliga förälder kommer föräldern förvandlas till ett livlöst objekt. Efter en tuff skoldag råkar Sabrina förvandla skolans populäraste tjej, Libby Chesler, till en ananas. Hon är rädd för att bli sedd som konstig i skolan och rådfrågar Häxrådet om de kan låta henne spola tillbaka tiden. Första säsongen anspelar oftast på Sabrinas liv som både tonåring och häxa. Sabrinas kompis Jenny Kelley och läraren Mr. Pool försvinner i seriens slut utan förvarning.
I början av andra säsongen fyller Sabrina sjutton och det betyder att hon måste få sin häxlicens, om inte förlorar hon sina magiska krafter. Hon struntar i sina fastrars varningar om att plugga och misslyckas på sin första prövning. Häxor som inte klarar sina prövningar blir skickade till ”Witch boot camp” för att kunna göra en omprövning. Hon blir godkänd på sitt andra försök och får sitt körkorttillstånd. Hennes fastrar förklarar att hon endast kan få sin licens som artonåring (”då hon kan betala för försäkringen”) och att hon kommer att få genomgå flera olika prövningar under årets gång av en Quizmästare. En Quizmästare är en häxa eller trollkarl vars jobb är att introducera blivande magiker fram till deras artonårsdag då de får sin häxlicens. En ny karaktär i denna säsong är Sabrinas kompis Valerie och skolans biträdande rektor Mr. Kraft.
I början av tredje säsongen får Sabrina sin häxlicens, men får även reda på att hon måste lösa en hemlighet inom familjen för att kunna använda den. Under seriens gång besöker familjemedlemmar dem för att dela ut ledtrådar. I slutet av serien löser hon familjehemligheten som lyder: ”Varje familjemedlem av Spellman är född med en tvilling”. Detta är sista säsongen som Valerie och Libby medverkar i.
I fjärde säsongen blir Sabrina mentor åt en häxa, precis som en Quizmästare. Enda skillnaden är att Quizmästare blir betalda. Sabrinas lärling är Dreama, en häxa som kommer från den magiska världen och ska börja på Sabrinas skola. En ny elev kommer till deras skolklass, Brad Alcero. Han är en häxjägare (det innebär att han kan förvandla Sabrina till en mus om han ser att hon utför magi). Sabrina måste ständigt vara noga på att själv inte använda magi framför Brad, samtidigt som hon måste hålla ett öga på Dreama. Sabrina börjar jobba på Bean There, Brewed That, ett kafé. Det är där hon möter Josh, en college-student som har hand om fiket. Det leder till att hon kysser honom och är otrogen mot Harvey. Både Dreama och Brad försvinner i säsongens slut utan förklaring. I slutet av säsongen blir Harvey immun mot magi och får reda på att Sabrina är en häxa. Harvey gör slut med Sabrina i slutet av fjärde säsongen.
I femte säsongen börjar Sabrina på Adams College och flyttar ut från sina fastrars hus till ett studenthem med tre andra studenter. Hennes rumskompisar är Morgan Cavanaugh, en ytlig tjej (spelad av Elisa Donovan), Roxie King (spelad av Soleil Moon Frye), en antisocial feminist (detta tonades dock ned under seriens gång) och Miles Goodman (spelad av Trevor Lissauer), en nörd som är besatt av science fiction och det paranormala. Hilda och Zelda känner sig ensamma som bor så långt bort ifrån Sabrina och bestämmer sig för att närma sig. Hilda köper kaféet där hon brukade jobba och Zelda blir anställd som professor på Adams och dejtar Sabrinas engelsklärare. Säsongen avslutas då Sabrina berättar om sina känslor för Josh och ger honom en lång kyss.
I början av den sjätte säsongen blir Josh och Sabrina tillsammans, men får snabbt problem då Josh blir erbjuden ett arbete som fotograf och i så fall behöver flytta. Situationen blir mer komplicerad då Sabrinas förra pojkvän från gymnasiet, Harvey, dyker upp och dejtar Morgan. I slutet av den sjätte säsongen går Sabrina med på att offra sin enda och sanna kärlek för att rädda Hilda efter att ha saboterat hennes förhållande. Hilda återhämtar sig och är gift, men Sabrina faller i bitar när Josh, Harvey och en attraktiv servitör meddelar på samma gång att de är på väg bort att de aldrig kommer att se henne igen.
I början av sjunde och sista säsongen blir Sabrina sammanförd med hennes faster Zelda efter att hon gett bort sina vuxenår för att kunna rädda henne. Vid den här tidpunkten är Zelda, Hilda, Miles och Josh ute ur serien. Morgan, Roxie och Sabrina flyttar in i Hilda och Zeldas gamla hus. Sabrina får jobb som skribent i ett magasin som heter Scorch. Lite längre fram möter Sabrina Aaron, mannen som hon sedan förlovar sig med. I säsongens sista avsnitt avbryter Sabrina deras bröllop och åker iväg med Harvey, hennes själsfrände.

## Internationellt
Sabrina har sänts i flera olika länder med följande namn:
| Land                                                                            | Namn                                                      | Översättning                  | Kanal |
| ------------------------------------------------------------------------------- | --------------------------------------------------------- | ----------------------------- | --- |
| Albanien                                                                        | Sabrina, shtriga                                          | Sabrina, Häxan                | Junior TV |
| Argentina                                                                       | Sabrina, la Bruja Adolescente                             | Sabrina, Tonårshäxan          | Telefe, Nickelodeon, Azul TV                                                                                     |
| Asia                                                                            | Sabrina, The Teenage Witch                                | Sabrina, Tonårshäxan          | Star World (Stopped Airing in 2006)                                                                              |
| Jordanien, Syrien, Libanon, Förenade arabemiraten, och andra mellanösterländer. | Sabrina, The Teenage Witch                                | Sabrina, Tonårshäxan          | ShowComedy on Showtime Arabia, MBC 4, även i E-Junior men för privatpersoner med premnemation för e-Vision.      |
| Australien                                                                      | Sabrina, The Teenage Witch                                | Sabrina, Tonårshäxan          | TV1, TV1+2 (Australia) och Eleven; tidigare på Seven Network och Network Ten                                     |
| Österrike                                                                       | Sabrina – Total verhext                                   | Sabrina – Alldeles förtrollad | ORF1 |
| Belgien                                                                         | Sabrina, Tonårshäxan Sabrina, l'apprentie sorcière        | Sabrina, Tonårshäxan          | 2BE Club RTL |
| Bosnien och Hercegovina                                                         | Sabrina, vještica tinejdžerka                             | Sabrina, Tonårshäxan          | Federalna televizija                                                                                             |
| Brasilien                                                                       | Sabrina, a Aprendiz de Feiticeira                         | Sabrina, Häxlärlingen         | Globo, Nickelodeon, Record, TV2 Guaíba                                                                           |
| Bulgarien                                                                       | Cабрина, младата вещица                                   | Sabrina, Den unga häxan       | BNT Channel 1, bTV Comedy (previously on GTV)                                                                    |
| Kanada                                                                          | Sabrina, The Teenage Witch/ Sabrina, l'apprentie sorcière | Sabrina, Häxlärlingen         | YTV, Vrak.Tv |
| Chile                                                                           | Sabrina, la bruja adolescente                             | Sabrina, Tonårshäxan          | TVN, Nickelodeon                                                                                                 |
| Colombia                                                                        | Sabrina, la bruja adolescente                             | Sabrina, Tonårshäxan          | RCN TV, Nickelodeon                                                                                              |
| Costa Rica                                                                      | Sabrina, la Bruja Adolescente                             | Sabrina, Tonårshäxan          | Nickelodeon, Teletica                                                                                            |
| Kroatien                                                                        | Sabrina, mala vještica                                    | Sabrina, Den lilla häxan      | RTL Televizija                                                                                                   |
| Tjeckien                                                                        | Sabrina, mladá čarodějnice                                | Sabrina, En ung häxa          | TV Prima |
| Danmark                                                                         | Sabrina – Skolens Heks                                    | Sabrina – Skolhäxan           | TV3 (Viasat) |
| Dominikanska republiken                                                         | Sabrina, la Bruja Adolescente                             | Sabrina, Tonårshäxan          | Teleantillas, Nickelodeon                                                                                        |
| Ecuador                                                                         | Sabrina, La Bruja Adolescente                             | Sabrina, Tonårshäxan          | Ecuavisa, Nickelodeon                                                                                            |
| Estland                                                                         | Sabrina, Teismeline nõid                                  | Sabrina, Tonårshäxan          | Kanal 2 |
| Finland                                                                         | Sabrina, teininoita                                       | Sabrina, Tonårshäxan          | YLE TV2 |
| Frankrike                                                                       | Sabrina, l'apprentie sorcière                             | Sabrina, Tonårshäxan          | France 2, Gulli, Canal J, Filles TV                                                                              |
| Tyskland                                                                        | Sabrina, Total verhext                                    | Sabrina, Alldeles förtrollad  | ProSieben, Nickelodeon                                                                                           |
| Grekland                                                                        | Σαμπρινα                                                  | Sabrina                       | Star Channel |
| Guatemala                                                                       | Sabrina, la Bruja Adolescente                             | Sabrina, Tonårshäxan          | Nickelodeon |
| Ungern                                                                          | Sabrina, a tiniboszorkány                                 | Sabrina, Tonårshäxan          | TV2, Viasat 3 |
| Island                                                                          | Nornin Unga                                               | Den unga häxan                | Stöð 2, Sjónvarpið                                                                                               |
| Indien                                                                          | Sabrina, The Teenage Witch                                | Sabrina, Tonårshäxan          | Star World |
| Indonesien                                                                      | Sabrina, The Teenage Witch                                | Sabrina, Tonårshäxan          | RCTI |
| Irland                                                                          | Sabrina, The Teenage Witch                                | Sabrina, Tonårshäxan          | RTÉ Two. |
| Israel                                                                          | סברינה, המכשפה הצעירה (Sabrina, Hamekhashefa Ha-Tse'ira)  | Sabrina, Tonårshäxan          | Channel 3, Kids Channel                                                                                          |
| Italien                                                                         | Sabrina, Vita da Strega                                   | Sabrina, Ett häxliv           | Italia 1, Boing, Fox, Rai Tre                                                                                    |
| Japan                                                                           | サブリナ                                                  | Sabrina                       | Disney Channel Japan, NHK Educational TV                                                                         |
| Sydkorea                                                                        | 사브리나, 미녀마법사 사브리나                             | Sabrina                       | KBS1, CNTV |
| Libanon                                                                         | Sabrina, The Teenage Witch                                | Sabrina, Tonårshäxan          | Future TV |
| Litauen                                                                         | Raganaitė Sabrina                                         | Sabrina, Tonårshäxan          | Lietuvos televizija, TV1                                                                                         |
| Malaysia                                                                        | Sabrina, The Teenage Witch                                | Sabrina, Tonårshäxan          | NTV7 |
| Mexiko                                                                          | Sabrina, la Bruja Adolescente                             | Sabrina, Tonårshäxan          | Televisa, Nickelodeon                                                                                            |
| Montenegro                                                                      | Sabrina, vještica tinejdžerka                             | Sabrina, Tonårshäxan          | TV IN |
| Nederländerna                                                                   | Sabrina, De Tienerheks                                    | Sabrina, Tonårshäxan          | Nederland 2, Nickelodeon, The Box Comedy                                                                         |
| Nya Zeeland                                                                     | Sabrina, The Teenage Witch                                | Sabrina, Tonårshäxan          | TV2 |
| Norge                                                                           | Heksen Sabrina                                            | Häxan Sabrina                 | TV3 (Viasat) |
| Paraguay                                                                        | Sabrina, la Bruja Adolescente                             | Sabrina, Tonårshäxan          | Paravision. |
| Filippinerna                                                                    | Sabrina The Teenage Witch                                 | Sabrina, Tonårshäxan          | Associated Broadcasting Company (ABC 5, now TV5) and Nickelodeon, but they stopped airing it in 2006.            |
| Peru                                                                            | Sabrina, la Bruja Adolescente                             | Sabrina, Tonårshäxan          | América Televisión, Frecuencia Latina, Nickelodeon                                                               |
| Polen                                                                           | Sabrina, nastoletnia czarownica                           | Sabrina, Tonårshäxan          | Polsat |
| Portugal                                                                        | Sabrina, a Bruxinha Adolescente                           | Sabrina, Tonårshäxan          | RTP 2 (no longer broadcasting the sitcom), SET                                                                   |
| Rumänien                                                                        | Sabrina, vrajitoarea adolescenta                          | Sabrina, Tonårshäxan          | TVR 2 |
| Ryssland                                                                        | Сабрина – маленькая ведьма (Sabrina, malen'kaya ved'ma)   | Sabrina, den lilla häxan      | STS |
| Serbien                                                                         | Sabrina, veštica tinejdžerka                              | Sabrina, Tonårshäxan          | RTS 1 |
| Slovakien                                                                       | Sabrina, mladá čarodejnica                                | Sabrina, The Young Witch      | Markíza |
| Sydafrika                                                                       | Sabrina, The Teenage Witch                                | Sabrina, Tonårshäxan          | SABC 1 |
| Spanien                                                                         | Sabrina, cosas de brujas                                  | Sabrina, Häxfrågor            | Antena 3, Cuatro, Disney Cinemagic                                                                               |
| Sverige                                                                         | Sabrina, Tonårshäxan                                      | Sabrina, Tonårshäxan          | TV 3, Kanal 5 |
| Schweiz                                                                         | Sabrina, Total verhext                                    | Sabrina, Alldeles förtrollad  | SF zwei |
| Turkiet                                                                         | Sabrina                                                   | Sabrina                       | ATV, KANAL1, STAR TV                                                                                             |
| Ukraina                                                                         | Сабрина – юна відьма (Sabryna, yuna vid'ma)               | Sabrina, Den unga häxan       | Novyi |
| Storbritannien                                                                  | Sabrina, The Teenage Witch                                | Sabrina, Tonårshäxan          | Nickelodeon UK; ITV: CITV (1996–2006), SMTV Live (1998–2003), Ministry of Mayhem (2004); Pop Girl (2011–present) |
| Uruguay                                                                         | Sabrina, la Bruja Adolescente                             | Sabrina, Tonårshäxan          | Saeta TV Channel 10, Nickelodeon                                                                                 |
| Venezuela                                                                       | Sabrina, la bruja adolescente                             | Sabrina, Tonårshäxan          | Venevision, Nickelodeon                                                                                          |
| Vietnam                                                                         | Sabrina, cô phù thủy nhỏ                                  | Sabrina, Den lilla häxan      | VTV3, Đài truyền hình Việt Nam                                                                                   |

### Fotnoter
1. ↑  hämtat från: spanskspråkiga Wikipedia.[källa från Wikidata]
2. ↑  Jim Abbott (3 oktober 1996). ”Debut Of Abc's 'Sabrina' Lures More Than 17 Million Viewers” (på engelska). Orlando Sentinel. Arkiverad från originalet den 30 juni 2017. https://web.archive.org/web/20170630175514/http://articles.orlandosentinel.com/1996-10-03/news/9610020708_1_sabrina-viewers-8-30. Läst 20 januari 2017.